# Jonathan Winters
Jonathan Harshman Winters III, född 11 november 1925 i Bellbrook, Ohio, död 11 april 2013 i Montecito, Kalifornien, var en amerikansk komiker och skådespelare.
Jonathan Winters hade en egen show The Jonathan Winters Show, 15 minuters avsnitt, som sändes tisdagar på bästa sändningstid 19:30-19:45, serien sändes från oktober 1956 till juni 1957 på NBC.

## Filmografi i urval
- 1963 – En ding, ding, ding, ding värld
- 1965 – In i det sista
- 1966 – Ryssen kommer! Ryssen kommer!
- 1966 – "Penelope" ... min tjuvaktiga fru
- 1967 – Åh pappa, stackars pappa, mamma har hängt dej i garderoben och jag känner mej så ledsen
- 1967 – 8 på rymmen
- 1967–1969 – The Jonathan Winters Show (TV-serie)
- 1969 – Viva Max!
- 1970 – Hot Dog (TV-serie)
- 1972 – The New Scooby-Doo Movies, avsnitt The Frickert Fracas (gäströst i TV-serie)
- 1972–1974 – The Wacky World of Jonathan Winters (TV-serie)
- 1976–1977 – Hollywood Squares (TV-serie)
- 1976 – Jonathan Winters Presents 200 Years of American Humor (TV-serie)
- 1979 – Hur jag torskade i Pittsburgh
- 1980 – The New Scooby-Doo Movies, avsnitt Jonathan Winters (gäströst i TV-serie)
- 1980 – More Wild Wild West (TV-film)
- 1981–1982 – Mork & Mindy (TV-serie)
- 1985 – Alice in Wonderland (röst i TV-film)
- 1986 – The Wonderful World of Jonathan Winters
- 1986 – The Longshot
- 1986 – King Kong: The Living Legend (TV)
- 1987 – The Little Troll Prince (röst)
- 1988 – Bananrepubliken
- 1990 – Tiny Toon Adventures, avsnitt Who Bopped Bugs Bunny? (gäströst i TV-serie)
- 1991 – The Wish that Changed Christmas (röst i TV-film)
- 1992 – Frosty Returns (berättarröst i kortfilm)
- 1993 – The Thief and the Cobbler (röst)
- 1994 – Familjen Flinta
- 1994 – The Shadow
- 2000 – Rocky och Bullwinkle på äventyr
- 2003 – Swing
- 2004 – Comic Book: The Movie
- 2006 – Cattle Call
- 2011 – Smurfarna (röst)
- 2013 – Smurfarna 2 (röst)

## Galleri

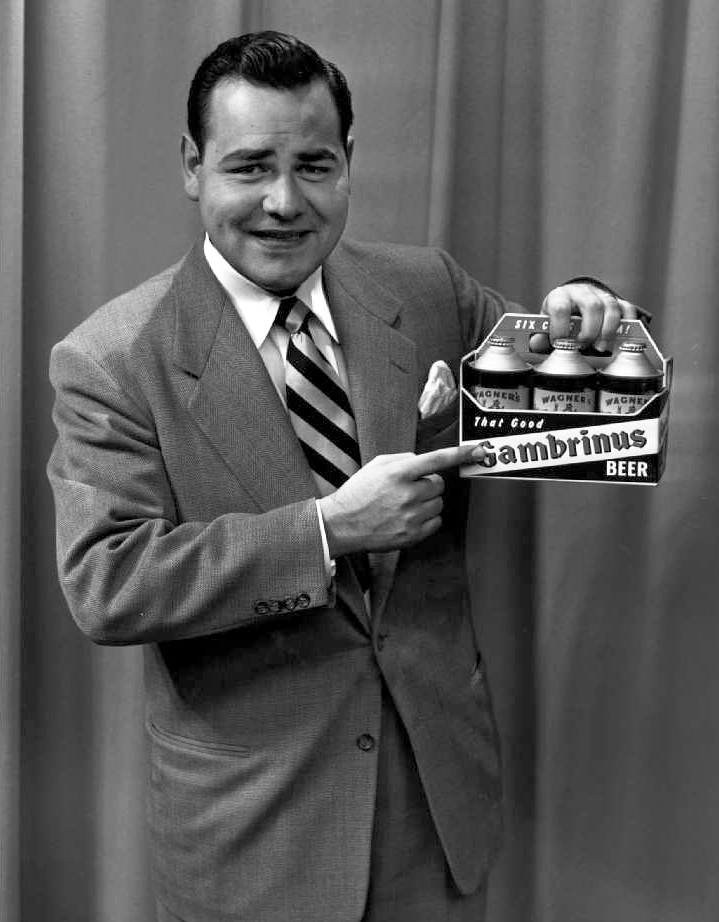
Jonathan Winters gör tv-reklam för Gambrinus Beer på 50-talet.
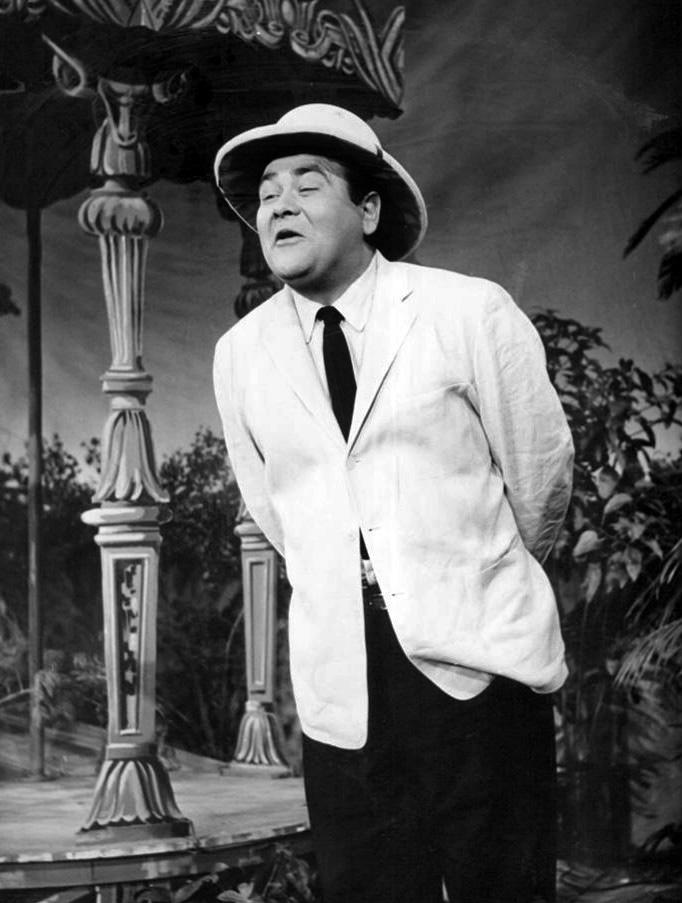
Jonathan Winters i NBC Comedy Hour 1956.
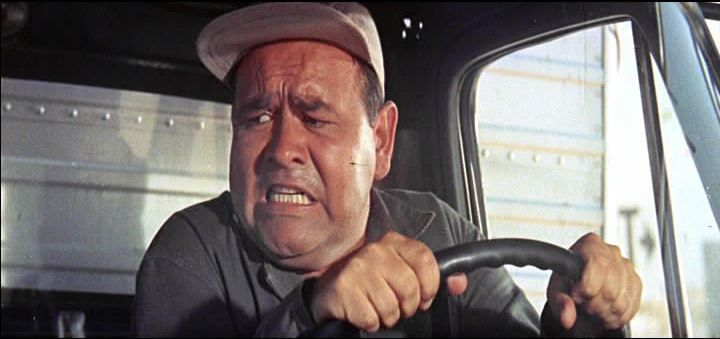
Jonathan Winters i En dig ding ding ding värld 1963.
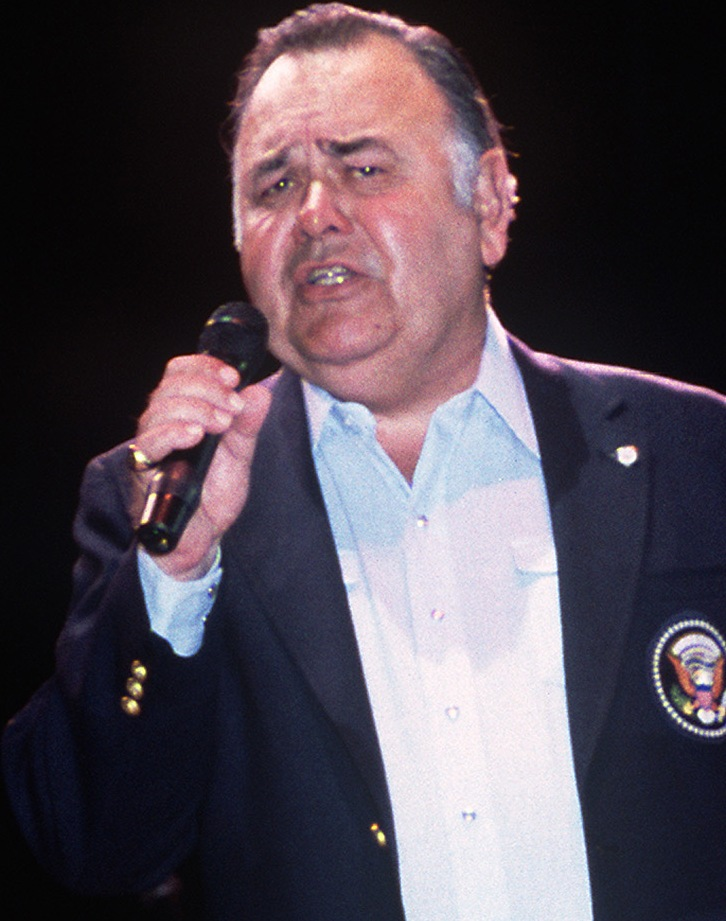
Jonathan Winters 1986.